# てるてる亭
てるてる亭（てるてるてい、Teruteru-Tei）は、富山県富山市の中央通り商店街の、セプラビル内にある演芸ホール（寄席）。正式名称は「ほくほくスペース てるてる亭」。

## 概要
かつてTOYAMA109が2000年（平成12年）9月までキーテナントとして入居し、109撤退後はテナントであった映画館の富山スカラ座のみ2001年（平成13年）4月20日まで営業を続け、そのスカラ座が同年5月1日より富山ニュースカラ座にリニューアルしたが、こちらも2006年（平成18年）9月1日に閉館したため、地元の大手地銀である北陸銀行が出資し、富山県出身の人気落語家立川志の輔に、落語ができるホールとしてプロデュースを依頼、映画館を改修し2008年（平成20年）6月7日に開館した。開館当初より北陸銀行などによる運営となっていた。同年6月14日よりこけら落とし公演が行われた。
ホール名の「てるてる亭」は、運営関係者から「ホール名のどこかに『志の輔』を入れてほしい」と提案されたが、「照れてしまう」との事で入れずに、志の輔の本名が「照雄」で「照ちゃん」と呼ばれていたので「てるてる亭」と命名された。また、志の輔は開館にあたり「席亭のような、館長のような、番頭のような者」に就任した。なお、当ホールは貸ホールとしての貸し出しは行っていない。
セプラビル3階にあるホールの舞台はヒノキを使用し、落語などの公演に合わせ和風の落ち着いた舞台となっている。なお、客席は映画館だった頃の席をそのまま利用している。また、ビル1階には2010年（平成22年）2月13日に、ほくほく通りとしてミニシアター、多目的スペース、土産店などを開店した。

## 主な施設

### 3階
ホール
- ステージ（舞台） – 客席266席（内2席は車イス席）
- ロビー、チケット売り場、お休み処 など

### 1階
ほくほく通り
- ミニシアターほくほく通りてるてる亭 – 25席のミニシアター。落語のビデオなどを上映。
- 越中からくり処 – 北陸新幹線、セントラム、ポートラムなどの鉄道ジオラマを展示。
- ほくほく通りお休み処、多目的スペース – 茶屋風の休憩所兼イベントスペース
- 富山地酒ミュージアム
- お土産コーナーほくほく通り楽市楽座、富山うまいもん市場 など

## おもな公演
志の輔による「志の輔のこころみ」という落語会が、ほぼ毎月1回（2公演）定期的に行われているほか、毎年1回富山県民会館やオーバードホールなどで、志の輔が座長を務め富山県出身の落語家、芸人、マジシャン、俳優、女優、ミュージシャンなどが一堂に解すイベント「越中座」公演が行われているが、その前日に、てるてる亭にて「越中座前夜祭」が行われたり、「しゃべらんまいけ越中・とやま弁大会」が年1回行われている。また落語家や芸人の公演が不定期で行われている。